# Why (så lätt kommer du inte undan)
Why (så lätt kommer du inte undan), skriven av Lena Philipsson och Torgny Söderberg, är en poplåt som Lena Philipsson spelade in på albumet My Name 1989. och utgav på singel samma år, med "Strong Man" som B-sida. Sången har en annorlunda titel, med blandning av svenska och engelska, men är mest på engelska.
Melodin testades på Trackslistan, där den låg i fem veckor under perioden 27 januari-24 februari 1990, med andraplats som bästa placering där. Låten blev 37:e mest framgångsrika melodi på Trackslistan under 1990.

### Fotnoter
1. ↑  ”My name / Lena Philipsson”. Svensk mediedatabas. 25 februari 1989. http://smdb.kb.se/catalog/id/001480253. Läst 10 januari 2016.
2. ↑  ”Why ; Strong man / Lena Philipsson”. Svensk mediedatabas. 25 februari 1989. http://smdb.kb.se/catalog/id/001474241. Läst 10 januari 2016.
3. ↑  ”Why (så lätt kommer du inte undan)”. Nostalgisidan. 25 februari 1989. http://www.nostalgilistan.se/lena-philipsson-487/why-sa-latt-kommer-du-inte-undan--4295. Läst 10 januari 2016.
4. ↑  ”Trackshits 1990 - Svenska artister topp 20”. Sveriges radio. 25 februari 1990. http://sverigesradio.se/sida/artikel.aspx?programid=2696&artikel=4450845. Läst 10 januari 2016.